# Sperrzeitentreppe

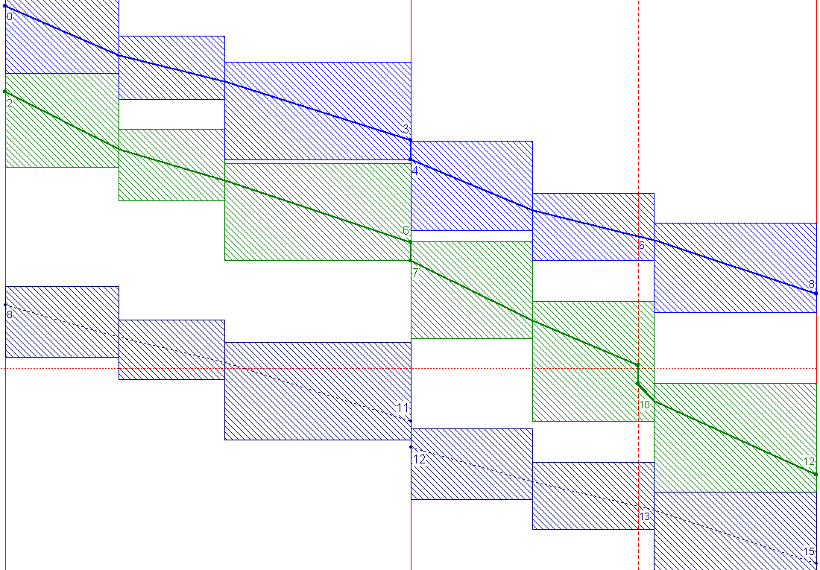
Sperrzeitentreppen

Als Sperrzeitentreppe wird eine graphische Darstellung der Nutzung einer Schieneninfrastruktur durch eine Zugfahrt bezeichnet. Sie spielt in der Fahrplankonstruktion eine wichtige Rolle.

## Hintergrund
Aufgrund der bei der Eisenbahn angewandten Betriebsweise Fahren im Raumabstand darf sich in einem Blockabschnitt einer Strecke jeweils nur ein einziger Zug befinden. Während der Durchfahrt eines Zuges ist dieser Abschnitt somit für andere Zugfahrten gesperrt. Ob ein Blockabschnitt belegt ist oder nicht, wird dem nachfolgenden Zug mit einem Vorsignal, das sich im Bremswegabstand vor dem Blocksignal befindet, am rückgelegenen Hauptsignal mit Vorsignalisierung bzw. bei einer kontinuierlichen Zugüberwachung (vgl. LZB, ETCS Level 2 und 3) im Führerstand signalisiert. Grundgedanke der Planung mit Sperrzeittreppen ist es nun, dass bei planmäßigem Bahnbetrieb ein Zug stets nur „Fahrt erwarten“ zeigende Signale antrifft.

## Zeitanteile der Sperrzeit
In der Regel werden Sperrzeiten für sogenannte Blockabschnitte berechnet.
Kernbestandteil der Sperrzeit ist die Fahrzeit {\displaystyle t_{F}} von einem Hauptsignal zum nächsten Hauptsignal. Zusätzlich zu diesem besteht die Sperrzeit auch aus einer Vor- und Nachbelegungszeit {\displaystyle t_{B,Vor}} und {\displaystyle t_{B,Nach}}.

Die Vorbelegungszeit ergibt sich aus der Fahrplanmaßgabe, dass einem Zug bereits am Vorsignal „Fahrt erwarten“ signalisiert werden soll. Somit wird die Fahrzeit zwischen Vorsignal und Hauptsignal, die sogenannte Annäherungsfahrzeit {\displaystyle t_{Af}}, zur Sperrzeit hinzuaddiert. Zu dieser Zeit werden noch Zeitanteile für das Einstellen der Fahrstraße, die Fahrstraßenbildezeit {\displaystyle t_{fb}} sowie eine Signalsichtzeit (in der Regel 12 Sekunden) des Triebfahrzeugführers {\displaystyle t_{Si}} hinzugezählt. In Summe ergibt sich {\displaystyle t_{B,Vor}=t_{Af}+t_{fb}+t_{Si}}.
Nachdem der Zug den Blockabschnitt verlassen hat, muss dieser mit dem Zugschluss auch den Gefahrpunktabstand hinter dem Signal verlassen, dafür ist die Räumfahrzeit {\displaystyle t_{Rf}} nötig. Erst dann kann die Fahrstraße aufgelöst werden, wofür noch die Fahrstraßenauflösezeit {\displaystyle t_{fa}} erforderlich ist. Somit gilt {\displaystyle t_{B,Nach}=t_{Rf}+t_{fa}}.
Die gesamte Sperrzeit umfasst somit {\displaystyle t_{Sp}=t_{fb}+t_{Si}+t_{Af}+t_{F}+t_{Rf}+t_{fa}}.
Je nach eingesetzter Sicherungstechnik kann diese Formel leicht abgewandelt werden. Bei signalgeführten Zügen ist eine Sichtzeit anzusetzen, bei anzeigegeführten Zügen (etwa bei LZB oder ETCS) ist eine Reaktionszeit {\displaystyle t_{Reak}} anzusetzen. Die Vorbelegungszeit beginnt bei ETCS dabei mit (Pre-)Indication-Bremskurve, der ersten für den Triebfahrzeugführer sichtbaren Bremsvorankündigung.
Auch kann die Fahrstraßenbilde- und -auflösezeit zu einer Blockwechselzeit {\displaystyle t_{Bkw}} zusammengefasst sein, bzw. bei Elektronischen Stellwerken als technologiebedingte Blockwechselzeit {\displaystyle t_{tech}} angegeben sein.
Sollte in einem Abschnitt ein Halt erfolgen, so ist der Sperrzeit noch eine Haltezeit {\displaystyle t_{H}} hinzuzufügen und bei einem Halt für Ein- oder Ausstieg von Fahrgästen die Sicht- bzw. Reaktionszeit durch eine Abfertigungszeit {\displaystyle t_{Abf}} zu ersetzen.
In einer Herstellerbefragung zur ETCS-Einführung auf der S-Bahn Stuttgart wurden von verschiedenen potentiellen Lieferanten Fahrstraßenauflösezeiten zwischen 3,4 und 4,2 Sekunden sowie Fahrstraßenbildezeiten (ohne Weichen) zwischen 3,7 und 8 Sekunden genannt. In den Fahrstraßenbildezeiten war dabei auch der Zeitanteil für die Zuglenkung bereits enthalten. Im Zuge des daraus hervorgegangenen Digitalen Knotens Stuttgart wurden technische Laufzeiten bei der Vergabeentscheidung mit berücksichtigt, um der Laufzeitverlängerung neuerer Stellwerke gegenüber der Alttechnik entgegenzuwirken. Damit konnten die Laufzeiten (u. a. für Stellwerk und RBC) gegenüber früheren Annahmen um bis zu zehn Sekunden reduziert werden. Beispielsweise betragen die Infrastrukturlaufzeiten in den für die Leistungsfähigkeit der S-Bahn-Stammstrecke relevanten Fällen (Teilzugstraßen ohne Weichen) statt der zuvor angenommenen elf nur noch zwei Sekunden.
Die Fahrstraßenbildezeit hängt in großen Bahnhöfen auch von der Stromversorgung ab: Eine zu knapp dimensionierte Versorgung kann zu verzögerten sequenziellen Weichenumläufen führen.
Für Fahrstraßen, die im Regelbetrieb nicht umlaufende Weichen (z. B. an Überleitstellen) beinhalten, wird teilweise die Fahrstraßenbildezeit „ohne Weichen“ herangezogen, teils auch „mit Weichen“.

## Graphische Darstellung und Fahrplankonstruktion
Im Weg-Zeit-Diagramm (Bildfahrplan) wird eine Zugfahrt als fallende oder steigende Linie mit Steigungsänderungen bei Geschwindigkeitsänderungen eingezeichnet. Zur Fahrplankonstruktion werden je Block sogenannte Sperrzeitkästchen eingezeichnet. Diese stellen so eine Treppe dar. Jeder weitere Zug darf höchstens so nahe an den vorausfahrenden oder nachfolgenden Zug herangelegt werden, dass sich die Sperrzeitkästchen berühren. In der Regel wird dieser Fall nicht ausgenützt, sondern es werden Pufferzeiten zwischen den Sperrzeiten eingeplant.
Derjenige Abschnitt, in dem sich die Sperrzeittreppen am nächsten kommen, ist für die minimale Zugfolgezeit bestimmend. Eine Verbesserung an einem solchen Abschnitt der Strecke bewirkt daher die größten Auswirkungen auf die Streckenkapazität.

## Elektronische Berechnung
Der weltweit erste vollständig sperrzeitentreppenbasierte Fahrplan war der Jahresfahrplan 1996/97 der Deutschen Bahn, die diesen mit dem Programm FAKTUS/RUT-0 erstellt, obwohl die theoretischen Grundlagen hierzu bereits in den 1950er Jahren vorlagen.